# Ferrovia Temperley-Villa Elisa
La ferrovia Temperley-Villa Elisa (Ramal Temperley - Villa Elisa in spagnolo) è una linea ferroviaria argentina che unisce Temperley, città del partido di Lomas de Zamora con Villa Elisa, località del partido di La Plata. Attraversa la parte sud-orientale dell'area metropolitana bonaerense. Il servizio passeggeri, gestito dalla compagnia statale Trenes Argentinos Operaciones, è integrato all'interno del sistema della linea Roca.

## Storia
In seguito alla privatizzazione della rete ferroviaria argentina nei primi anni novanta il tratto della ferrovia compreso tra le stazioni di Gutiérrez e Villa Elisa è stato chiuso al traffico a causa delle cattive condizioni della linea.